# Grand Prix USA 1962
Grand Prix USA 1962 (oficiálně V United States Grand Prix) se jela na okruhu Watkins Glen International ve Watkins Glen v New Yorku ve Spojených státech amerických dne 7. října 1962. Závod byl osmým v pořadí v sezóně 1962 šampionátu Formule 1.

## Závod
| Poř.   | No. | Jezdec                  | Konstruktér    | Počet kol | Čas/Odstoupení    | Pořadí na startu | Body |
| ------ | --- | ----------------------- | -------------- | --------- | ----------------- | ---------------- | ---- |
| 1      | 8   | Jim Clark               | Lotus-Climax   | 100       | 2:07:13.0         | 1                | 9    |
| 2      | 4   | Graham Hill             | BRM            | 100       | + 9.2             | 3                | 6    |
| 3      | 21  | Bruce McLaren           | Cooper-Climax  | 99        | + 1 kolo          | 6                | 4    |
| 4      | 17  | Jack Brabham            | Brabham-Climax | 99        | + 1 kolo          | 5                | 3    |
| 5      | 10  | Dan Gurney              | Porsche        | 99        | + 1 kolo          | 4                | 2    |
| 6      | 16  | Masten Gregory          | Lotus-BRM      | 99        | + 1 kolo          | 7                | 1    |
| 7      | 22  | Tony Maggs              | Cooper-Climax  | 97        | + 3 kola          | 10               |      |
| 8      | 15  | Innes Ireland           | Lotus-Climax   | 96        | + 4 kola          | 16               |      |
| 9      | 14  | Roger Penske            | Lotus-Climax   | 96        | + 4 kola          | 13               |      |
| 10     | 26  | Rob Schroeder           | Lotus-Climax   | 93        | + 7 kol           | 17               |      |
| 11     | 24  | Hap Sharp               | Cooper-Climax  | 91        | + 9 kol           | 15               |      |
| 12     | 9   | Trevor Taylor           | Lotus-Climax   | 85        | + 15 kol          | 8                |      |
| 13     | 11  | Jo Bonnier              | Porsche        | 79        | + 21 kol          | 9                |      |
| Ret    | 5   | Richie Ginther          | BRM            | 35        | Motor             | 2                |      |
| Ret    | 6   | Maurice Trintignant     | Lotus-Climax   | 32        | Brzdy             | 19               |      |
| Ret    | 23  | Timmy Mayer             | Cooper-Climax  | 31        | Zapalování        | 12               |      |
| Ret    | 18  | John Surtees            | Lola-Climax    | 19        | Motor             | 20               |      |
| Ret    | 12  | Carel Godin de Beaufort | Porsche        | 9         | Nehoda            | 14               |      |
| DNS    | 19  | Roy Salvadori           | Lola-Climax    |           | Vůz řídil Surtees |                  |      |
| DNS    | 25  | Jim Hall                | Lotus-Climax   |           | Motor             |                  |      |
| Zdroj: |     |                         |                |           |                   |                  |      |

## Průběžné pořadí po závodě
Pohár jezdců
|        | Pořadí | Jezdec        | Body    |
| ------ | ------ | ------------- | ------- |
|        | 1      | Graham Hill   | 39 (43) |
| 1      | 2      | Jim Clark     | 30      |
| 1      | 3      | Bruce McLaren | 24 (26) |
|        | 4      | John Surtees  | 19      |
| 1      | 5      | Dan Gurney    | 15      |
| Zdroj: |        |               |         |

Pohár konstruktérů
|        | Pořadí | Konstruktér   | Body    |
| ------ | ------ | ------------- | ------- |
|        | 1      | BRM           | 39 (47) |
|        | 2      | Lotus-Climax  | 36      |
|        | 3      | Cooper-Climax | 27 (31) |
|        | 4      | Lola-Climax   | 19      |
| 1      | 5      | Porsche       | 18 (19) |
| Zdroj: |        |               |         |